# Street Fighter II: Champion Edition
Street Fighter II: Champion Edition (tên tại Nhật là Street Fighter II Dash: Champion Edition) là một trò chơi điện tử đối kháng phát triển bởi Capcom và phát hành năm 1992. Đây là bản nâng cấp đầu tiên của trò chơi giành nhiều thành công là Street Fighter II.

## Cách chơi
Là bản nâng cấp của Street Fighter II, trò chơi này có nhiều sự thay đổi so với trò chơi tiền nhiệm. Đầu tiên, Bốn Bậc thầy lớn (Vega, Balrog, M. Bison và Sagat) trở thành các nhân vật có thể điều khiển, và trở thành những nhân vật mạnh nhất của trò chơi.
Một thay đổi khác là trong trò chơi Street Fighter II nguyên thủy, khi một người chơi chọn một nhân vật nào đó thì người chơi còn lại không thể chọn tiếp nhân vật đó mà phải chọn một nhân vật khác. Tuy nhiên, Champion Edition đã cho phép các người chơi chọn nhân vật giống nhau, trong đó nhân vật sẽ phân biệt nhau bởi màu sắc trang phục.